# Billé
Billé (bret. Bilieg) – miejscowość i gmina we Francji, w regionie Bretania, w departamencie Ille-et-Vilaine.
Według danych na rok 1990 gminę zamieszkiwały 824 osoby, a gęstość zaludnienia wynosiła 49 osób/km² (wśród 1269 gmin Bretanii Billé plasuje się na 649. miejscu pod względem liczby ludności, natomiast pod względem powierzchni na miejscu 602.).